# Margaretha van York (1446-1503)
Margaretha van York (Fotheringhay Castle, 3 mei 1446 – Mechelen, 23 november 1503) was een telg van de oudste tak van het Engelse koningshuis. Zij was een dochter van Richard van York en van Cecily Neville, en de zus van twee Engelse koningen, Eduard IV en Richard III.

## Echtgenote van Karel de Stoute
In 1468, ze was toen 22, reisde ze per schip van de Engelse stad Margate naar Sluis dat toen een havenstad aan het Zwin was om in de Nederlanden de derde vrouw te worden van Karel de Stoute, hertog van Bourgondië. Van Margaretha wordt beweerd dat ze met haar blonde haren een meer dan aantrekkelijke prinses was. Op 3 juli 1468 trouwde ze met Karel te Damme in het huis van baljuw Eustachius Wyts. Het huwelijk bleef kinderloos. Karel, die dertien jaar ouder was dan zij, had uit zijn vorige, tweede huwelijk, met Isabella van Bourbon, een dochtertje: Maria van Bourgondië. Op het ogenblik dat Margaretha in haar leven kwam, was Maria amper elf. Zij konden het heel goed met elkaar vinden. Op politiek vlak speelde Margaretha van York een belangrijke rol in de onderlinge contacten tussen haar man en haar broer Eduard IV.

## Verblijf aan het hof te Mechelen
Na de tragische dood van Karel de Stoute (5 januari 1477) vestigde zij zich in Mechelen, en ontfermde zij zich over haar onervaren stiefdochter Maria. Zij stond Maria met raad en daad bij in het bestuur van de Nederlanden en bewerkstelligde ook haar huwelijk met Maximiliaan van Habsburg. Tegen de politiek van Lodewijk XI van Frankrijk, die de Bourgondische landen ernstig bedreigde, zocht zij hulp bij haar broer. Na de vroegtijdige dood van Maria van Bourgondië op 27 maart 1482 stond zij te Mechelen in voor de opvoeding van haar jonge kleinkinderen.
In 1486 schonk ze haar paleis aan de stad Mechelen, die het op haar beurt als donatie schonk aan Maximiliaan en zijn zoon Filips de Schone. Op 9 maart 1500 werd de kleinzoon van Maria van Bourgondië, Karel (zo genoemd ter herinnering aan zijn overgrootvader Karel de Stoute) door Margaretha ten doop gedragen in de Gentse Sint-Janskerk (nu Sint-Baafskathedraal).

## Conflict met Engeland
Margaretha had grote moeite met de omwenteling in Engeland, die definitief een einde had gemaakt aan de regering door het Huis van York. Ze steunde de troonpredentent Lambert Simnel en later ook Perkin Warbeck, die zich aan haar hof meldde en beweerde een zoon te zijn van haar broer. Zij gaf deze Warbeck onderdak en financiële steun om huursoldaten te werven. Dit leidde tot een verbreking door koning Hendrik VII van de handelsbetrekkingen met Vlaanderen, die heel intensief waren. De Engelse wolstapel werd verplaatst naar Calais, en de Vlaamse kooplieden moesten Engeland verlaten.
Na drie jaar van oplopende spanningen moest de hertogin-weduwe bakzeil halen. Ze aanvaardde het gezag van Tudor in Engeland en trok haar steun aan de valse Richard van York in. In februari 1496 sloot haar adoptief kleinzoon Filips IV van Bourgondië de Intercursus magnus met koning Hendrik, een veelomvattend handelsverdrag.

## Literatuur aan het hof

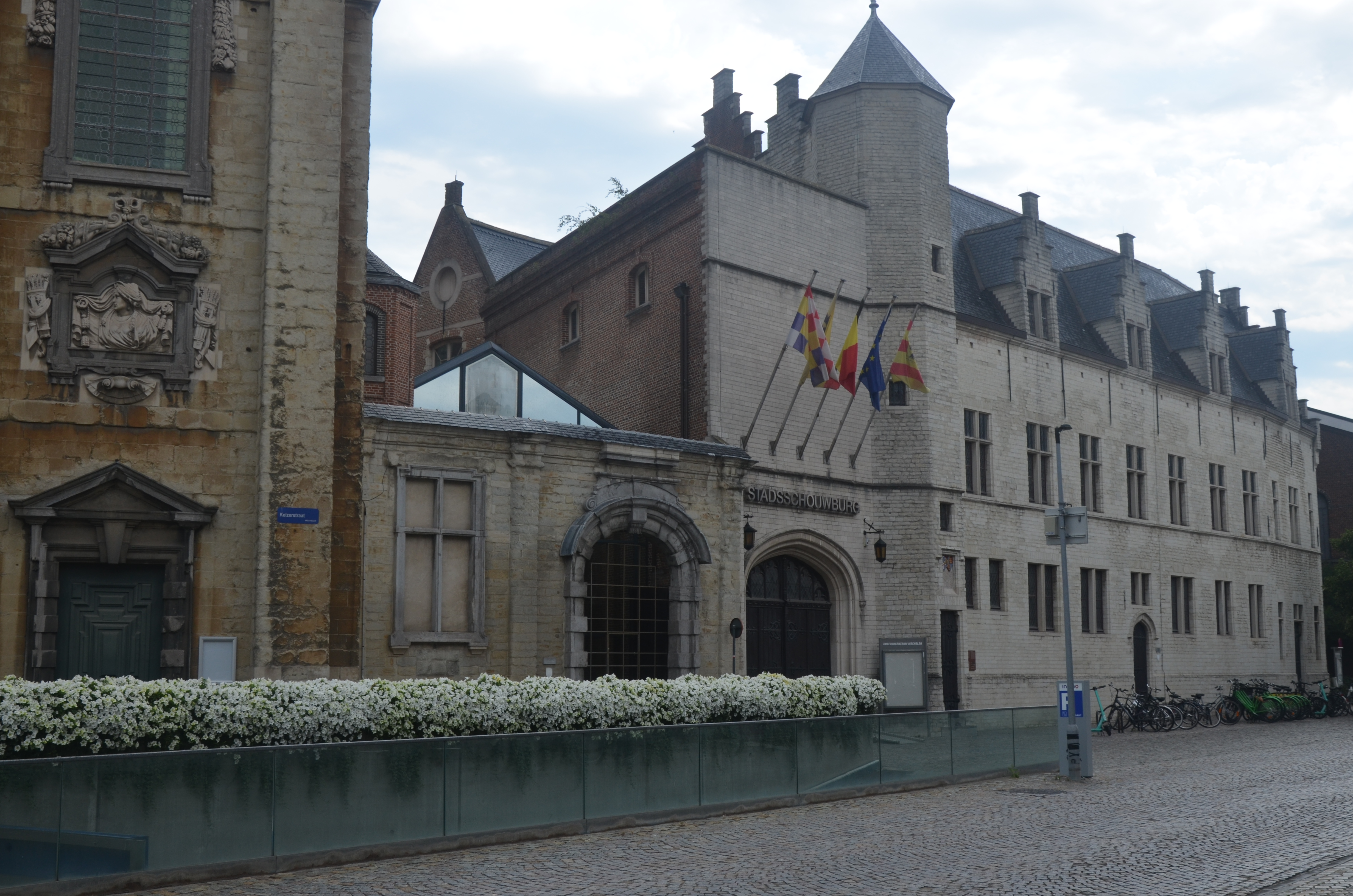
Paleis Margaretha van York te Mechelen, thans Stadsschouwburg